# Jyn Erso
Jyn Erso là một nhân vật hư cấu xuất hiện trong Star Wars, thể hiện bởi nữ diễn viên người Anh Felicity Jones trong bộ phim Rogue One: Star Wars ngoại truyện (2016). Cô là một tội phạm giúp quân Nổi dậy ăn cắp bản thiết kế Ngôi Sao Chết của Đế Chế. Giới phê bình đã so sánh Jyn với nhân vật Han Solo (Harrison Ford) và Rey (Daisy Ridley).

## Nhân vật